# Margaret Herbison
Margaret McCrorie Herbison (ur. 12 marca 1907, zm. 29 grudnia 1996) – brytyjska polityk, członkini Partii Pracy, minister w rządach Harolda Wilsona.
Wykształcenie odebrała w Bellshill Academy oraz na Uniwersytet Glasgow. Później rozpoczęła pracę jako nauczycielka (uczyła angielskiego i historii). Zasiadała również w Miners’ Walfare Commission (sama była córką górnika). W 1945 r. została wybrana do Izby Gmin z okręgu North Lanarkshire. Okręg ten reprezentowała do końca swojej kariery w izbie niższej w 1970 r.
W latach 1950–1951 był podsekretarzem stanu w ministerstwie ds. Szkocji. W latach 1951–1956 i 1959-1962 była mówczynią opozycji ds. szkockich. W latach 1956–1959 odpowiadała za sprawy edukacji, a w latach 1958-1959 i 1962–1964 za emerytury. W 1964 r. została członkiem gabinetu jako minister emerytur i zabezpieczenia socjalnego. W 1966 r. jej ministerstwo zostało zlikwidowane. Herbison otrzymała tekę ministra zabezpieczenia socjalnego, ale nie zasiadała już w gabinecie.
Od 1957 r. była członkiem Narodowego Komitetu Wykonawczego Partii Pracy. W latach 1969–1970 była przewodniczącą parlamentarnej komisji pomocy zamorskiej. Była brytyjską delegatką do Rady Europy. W 1970 r. została Lordem Wysokim Komisarzem przy Generalnym Zgromadzeniu Kościoła Szkocji.